# Landovica
Landovicë en albanais et Landovica en serbe latin (en serbe cyrillique : Ландовица) est une localité du Kosovo située dans la commune/municipalité de Prizren et dans le district de Prizren/Prizren. Selon le recensement kosovar de 2011, elle compte 1 149 habitants.

## Démographie

### Évolution historique de la population dans la localité
| 1948 | 1953 | 1961 | 1971 | 1981  | 1991  | 2011  |
| ---- | ---- | ---- | ---- | ----- | ----- | ----- |
| 312  | 383  | 462  | 691  | 1 054 | 1 327 | 1 149 |

|  |

### Répartition de la population par nationalités (2011)
En 2011, les Albanais représentaient 89,38 % de la population et les Ashkalis 9,57 %.